# Robert Stephenson and Company

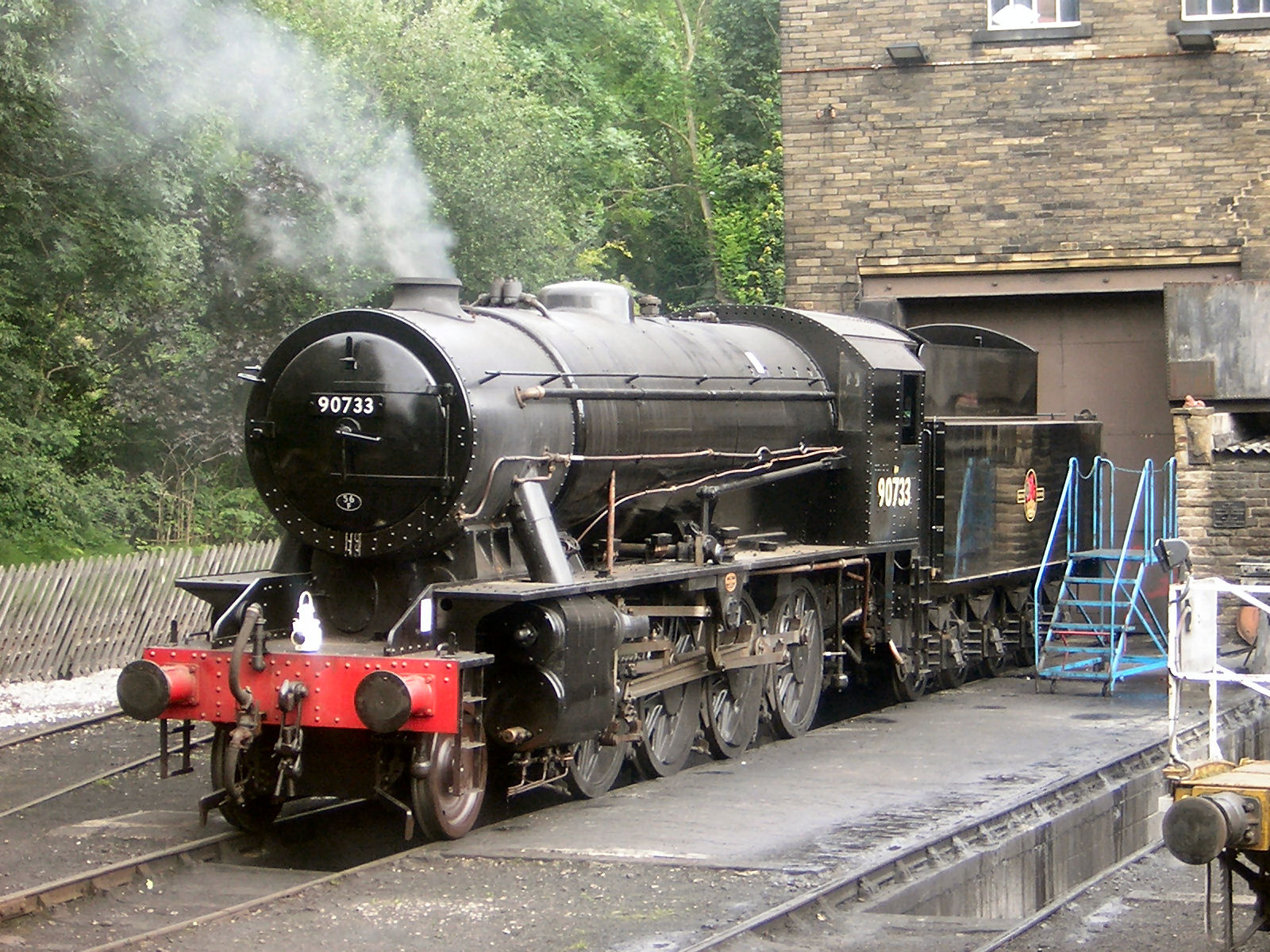
Locomotora Austerity conservada en Haworth

Robert Stephenson and Company fue una compañía inglesa de fabricación de locomotoras fundada en 1823, siendo la primera empresa en el mundo creada específicamente para construir máquinas de ferrocarril. 

## Fundación y éxito inicial

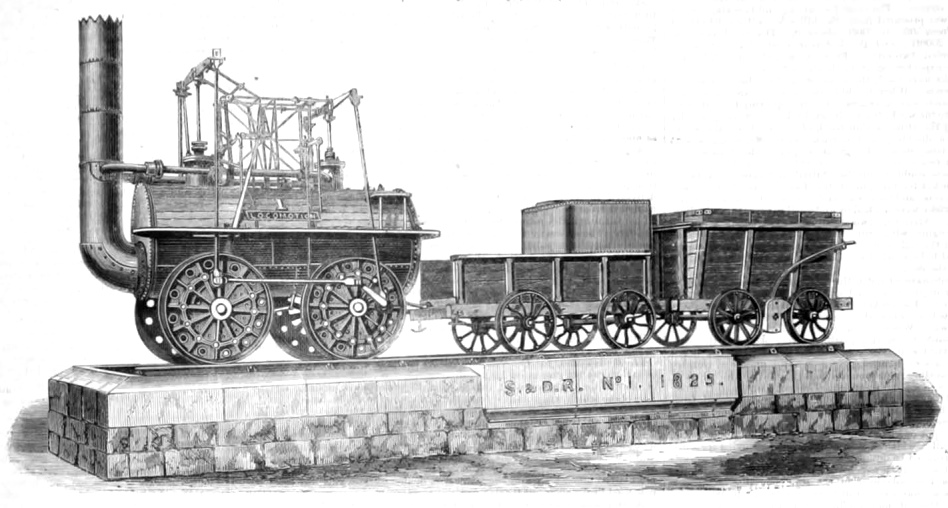
La Locomotion No. 1

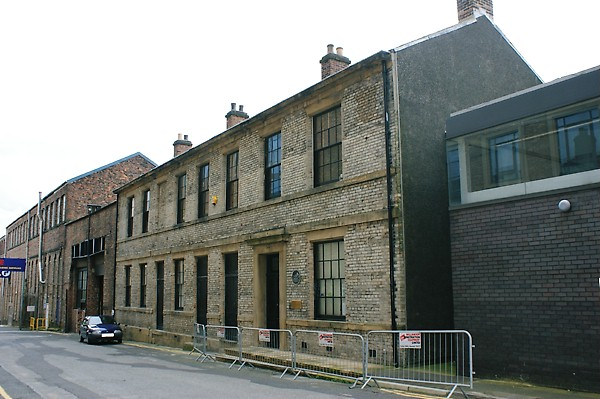
Oficinas de los talleres, en South Street, Newcastle

La compañía fue creada en 1823 en Forth Street, Newcastle upon Tyne en Inglaterra, por George Stephenson y su hijo Robert, con Edward Pease y Thomas Richardson como socios. El gerente de los talleres entre 1824 y 1825 fue James Kennedy.
La primera locomotora de la compañía fue la Locomotion No. 1, con la que se abrió el Ferrocarril de Stockton y Darlington, seguida de tres más: Hope, Black Diamond y Diligence. Sus cilindros verticales implicaban que estas locomotoras se balanceaban excesivamente y en el Ferrocarril de la Mina Hetton, Stephenson había introducido una suspensión con "resortes de vapor", que habían resultado insatisfactorios. En 1828 introdujo la Experiment con cilindros inclinados, lo que mejoró la estabilidad y significó que podía montarse sobre ballestas. Originalmente de cuatro ruedas, se modificó para ser equipada con seis, y se construyó otra unidad, bautizada como Victory. Alrededor de esta época, se construyeron dos locomotoras para ser enviadas a América. La primera, una locomotora de cuatro ruedas acopladas llamada América, fue encargada por el Ferrocarril de Delaware y del Hudson. La segunda, con seis ruedas acopladas, fue nombrada Whistler, y se construyó para el Ferrocarril de Boston y Providence en 1833.

## Las Pruebas de Rainhill

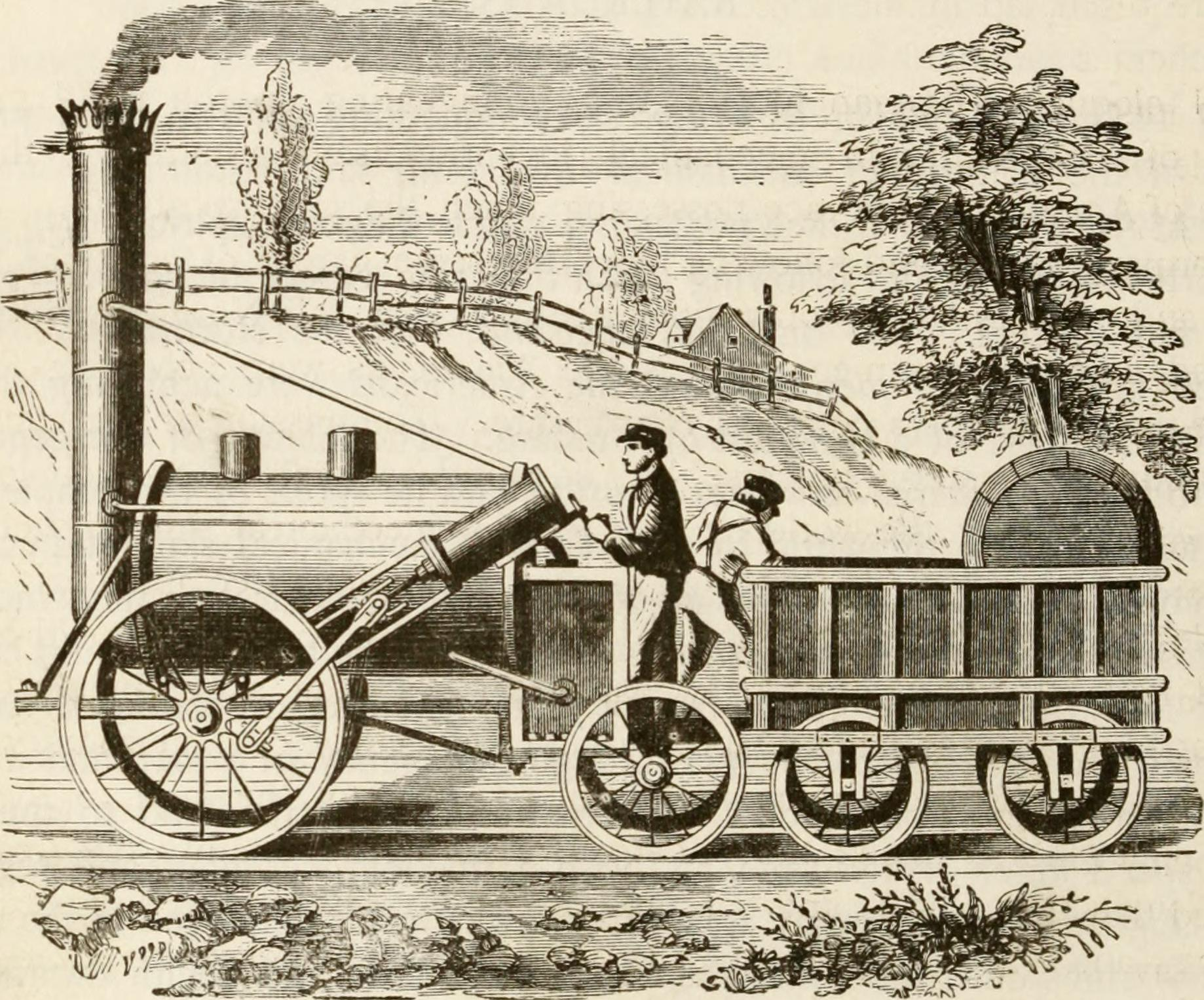
Grabado mostrando The Rocket

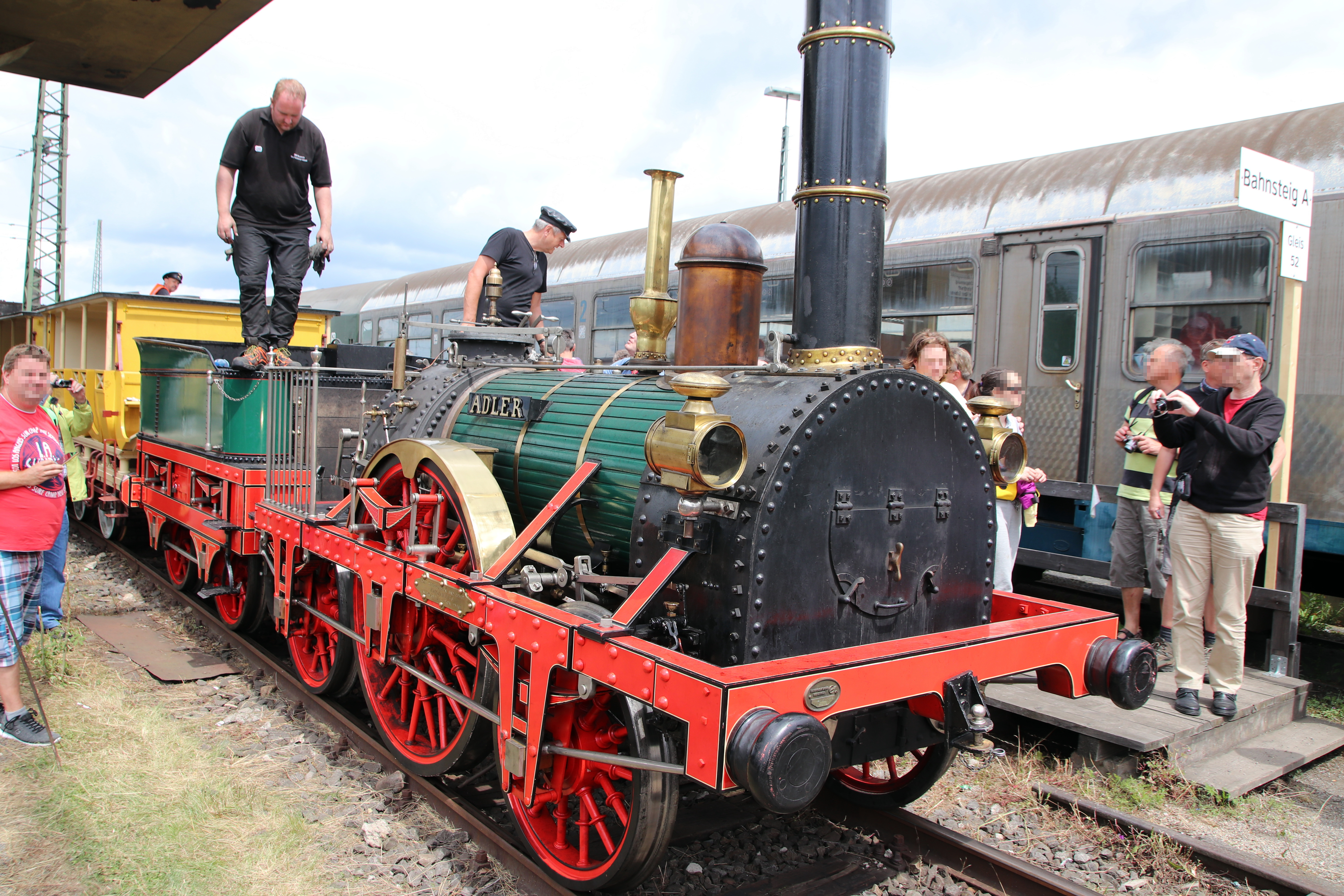
Réplica de una Patentee

En 1829, la compañía construyó una nueva locomotora experimental para participar en los ensayos de Rainhill. La Rocket incorporó dos mejoras notables: una caldera multitubo; y una cámara de combustión separada. Ganó las pruebas y convenció a los directores del Ferrocarril de Liverpool y Mánchester para que usaran locomotoras de vapor en su línea, que serían suministradas por Robert Stephenson & Co. El cilindro de la Rocket se diseñó originalmente con 45 grados de inclinación, pero al poco tiempo pasó a ser horizontal. 
La Invicta fue la vigésima locomotora de Robert Stephenson & Co. Se fabricó para el Ferrocarril de Canterbury y Whitstable. Sus cilindros estaban inclinados, pero se movieron hacia adelante. En 1830 llegó la clase Planet con los cilindros dentro del bastidor, seguida por la Patentee, que agregó un par de ruedas de arrastre para obtener una mayor estabilidad con una caldera más grande. Este diseño 2-2-2 llegó a ser durante muchos años el patrón para la mayoría de las locomotoras de numerosos fabricantes. 
La locomotora "John Bull", construida en 1831, era originalmente del tipo Planet, pero luego fue modificada. Actualmente se encuentra en el Museo Nacional de Historia Estadounidense del Instituto Smithsoniano en Washington D. C., y se afirma que es el vehículo autopropulsado más antiguo capaz de funcionar.

## Diseños con calderas largas

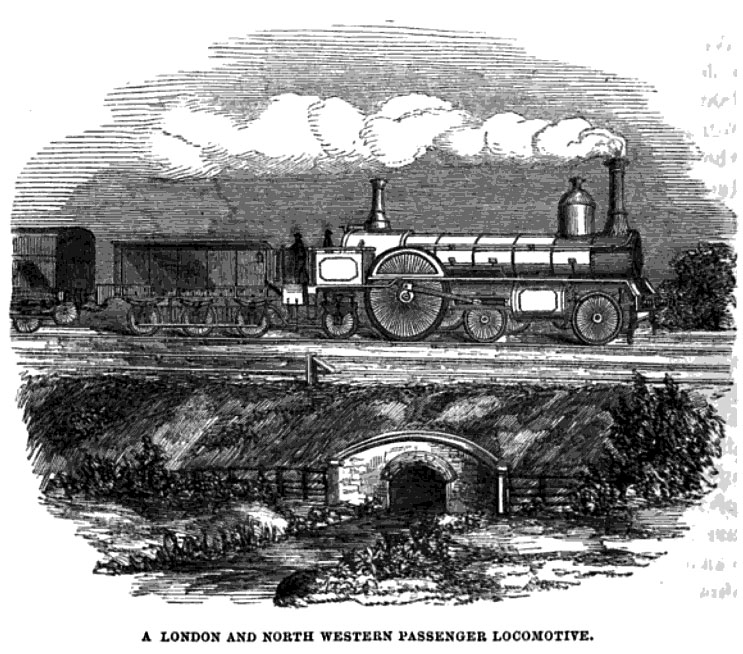
Locomotora diseñada con una caldera larga

Las mayores distancias que empezaron a recorrer muchos trenes pusieron de relieve problemas con los fogones y las chimeneas. Con la cooperación del Ferrocarril North Midland en sus Talleres de Derby, se midió la temperatura de los gases de escape y se decidió alargar las calderas de los modelos futuros. Inicialmente, estas máquinas de "caldera larga" tenían diseños 2-2-2, pero en 1844, Stephenson movió la rueda trasera al frente, resultando una disposición 4-2-0, para que los cilindros pudieran montarse entre las ruedas de soporte. Fue una de estas máquinas, la "Great A" (junto con otra del Ferrocarril North Midland), la que se comparó con la "Ixion" de Brunel en las pruebas de gálibo de 1846. Ese mismo año de 1846 agregó un par de ruedas de arrastre, ideando la primera locomotora con ocho ruedas. Otra innovación importante en 1842 fue el movimiento de enlace Stephenson.

## Modelos tipo Crampton
Robert Stephenson and Company construyó una serie de locomotoras tipo Crampton para el Ferrocarril del Sudeste y para el Ferrocarril de Londres, Chatham y Dover. Todas estas máquinas adoptaron la disposición de ruedas 4-2-0, con cilindros internos y accionamiento indirecto. Los cilindros interiores impulsaban un cigüeñal ubicado frente a la cámara de combustión, acoplado a las ruedas motrices mediante bielas externas. No tuvieron éxito en el FLCD, y las cinco locomotoras de la Clase Echo se reconstruyeron como locomotoras convencionales 4-4-0 después de solo cuatro años de servicio.

## Importantes exportaciones en elsigloXIX

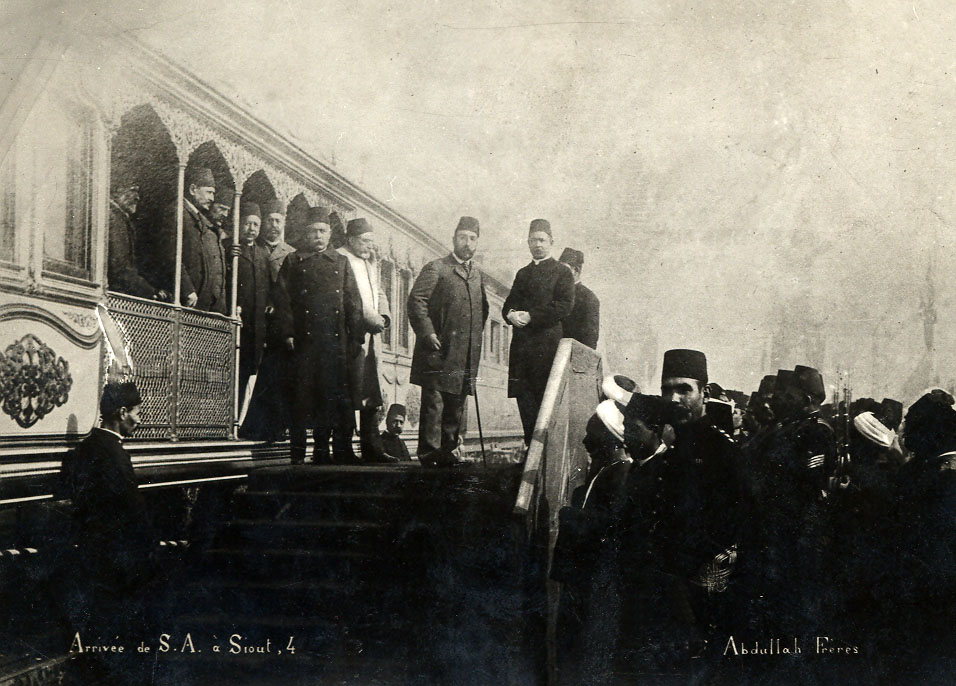
El Tren del Jedive

La primera propuesta ferroviaria en Egipto surgió cuando Mehmet Alí le pidió al ingeniero británico T. H. Galloway que diseñara un ferrocarril paralelo al Nilo en 1834. Se recibieron instrucciones para iniciar los trabajos en 1836, y se entregaron materiales, pero en realidad los trabajos avanzaron muy poco. No se emitió ningún firwan (permiso) otomano y los franceses se opusieron a las obras. Los primeros verdaderos progresos se hicieron realidad en 1849, cuando murió Muhammad Ali, y en 1851 su nieto Abbás I de Egipto contrató a Robert Stephenson para construir el primer ferrocarril de vía estándar de Egipto. La primera sección, entre Alejandría en la costa mediterránea y Kafr el-Zayyat en la rama Rosetta del Nilo, se abrió en 1854. Este fue el primer ferrocarril en el Imperio Otomano, así como en toda África y Oriente Medio. En el mismo año, Abbas murió y fue sucedido por Mehmet Said, en cuyo reinado la sección entre Kafr el-Zayyat y El Cairo se completó en 1856, seguida de una extensión de El Cairo a Suez en 1858. Esto completó el primer enlace de transporte moderno entre el Mediterráneo y el Océano Índico, ya que Ferdinand de Lesseps no completó el Canal de Suez hasta 1869. 
La línea entre El Cairo y Alejandría cruzaba originalmente el Nilo en Kafr el-Zayyat, utilizando una barcaza de 80 pies (24 m). Este fue el proyecto más grande de los talleres de South Street. Sin embargo, el 15 de mayo de 1858 un tren especial que transportaba al presunto heredero de Said, Ahmad Rifaat Pasha, cayó desde la barcaza al río y el príncipe se ahogó. Stephenson, por lo tanto, la reemplazó por un puente giratorio de casi 500 metros (1640 pies) de largo. 
Las relaciones egipcias con Robert Stephenson fueron muy intensas, conservándose en el Museo del Ferrocarril de El Cairo abundantes máquinas de esta época. Esto incluye lo que bien podría ser la pieza más extravagante construida por Robert Stephenson Works. Es la obra número 1295 de 1862, cuyo diseño artístico fue de Matthew Digby Wyatt. Se trata de una locomotora 2-2-4T para los Ferrocarriles Egipcios, preservada con toda su fantástica marquetería en el Museo del Ferrocarril Egipcio en El Cairo, y es conocida como El Tren del Jedive.

## En elsigloXX
Durante el resto del siglo, la compañía prosperó frente a la creciente competencia, suministrando ferrocarriles en el Reino Unido y en el extranjero. Hacia 1899 se habían construido alrededor de 3000 locomotoras y se formó una nueva compañía de responsabilidad limitada, Robert Stephenson and Company Limited. La factoría se trasladó a Darlington, y la primera locomotora salió de las nuevas instalaciones en 1902. 
La mayoría de los ferrocarriles en Gran Bretaña estaban construyendo su propio material rodante, por lo que la mayor parte de la producción se destinaba a la exportación. Así, se destinaron máquinas 4-4-0 para el Ferrocarril de Oudh y Rohilkhand; y las clases GS (4-6-0) y HS (2-8-0) para el Ferrocarril de Bengala Nagpur. Estas locomotoras precedieron a los diseños estándar BESA (un poco más grandes) para los Ferrocarriles Indios. La factoría construyó la primera 2-10-0 británica para el Gran Ferrocarril del Oeste argentino en 1905. 
Durante la Primera Guerra Mundial, la compañía se dedicó a la fabricación de municiones. Sin embargo, entre 1917 y 1920, la Oficina de Guerra ordenó un gran lote de locomotoras tranvía ROD 2-8-0 y SNCV tipo 18 0-6-0 para su uso en el continente. A partir de entonces, el negocio empezó a declinar por varias razones. Fueron notables las treinta locomotoras de tráfico mixto 2-6-0 para el GWR en 1921, un lote de treinta locomotoras con depósito incorporado 0-6-0 para el FLNE y cinco 7F 2-8-0 para el Ferrocarril Conjunto de Somerset y Dorset. En 1936 y 1937, solo se construyeron cuarenta y seis locomotoras, incluidas once clase B17 4-6-0 ("Sandringham") para el FLNE y siete locomotoras con depósito 2-6-4 de pasajeros para el Ferrocarril del Sur de la India. 

## Fusiones y cierre
En 1937, la compañía se fusionó con los intereses de fabricación de locomotoras de Hawthorn Leslie and Company para formar Robert Stephenson y Hawthorns Limited. Las actividades de construcción naval de la compañía continúan por separado. Las locomotoras para líneas principales siguieron construyéndose en Darlington, mientras que los motores industriales se construyeron en los talleres de Hawthorne Leslie en Forth Bank, Newcastle. En 1938 se compró el fondo de comercio de las compañías Kitson y Manning Wardle . 
Durante la Segunda Guerra Mundial, la planta estaba completamente ocupada construyendo locomotoras 0-4-0 y 0-6-0 con depósitos de silla de montar para uso industrial, aunque se fabricaron cuatro Clase PC 4-6-2 para los Ferrocarriles Estatales Iraquíes en 1940 (una de ellas se perdió en el mar durante el transporte). En 1943, noventa locomotoras Austerity 0-6-0ST fueron construidas para el Departamento de Guerra. 
En 1944, la Fundición Vulcan, que había sido fundada por Robert Stephenson y Charles Tayleur en 1830, se convirtió en parte de la Compañía English Electric, que había adquirido una importante participación accionarial. La mayor parte de la producción se destinó a la exportación o al uso industrial, incluidas cincuenta locomotoras de la Clase Sudafricana 19D 4-8-2, Indias YB, YL y WM, y diez Clase M 4-6-2 para los Ferrocarriles del Gobierno de Tasmania. 
Las principales locomotoras para el Reino Unido incluían treinta y cinco Clase L1 2-6-4T para la Región Oriental de los Ferrocarriles Británicos y cien locomotoras Clase 9400 0-6-0 con depósitos tipo alforja para la Región Oeste. 
Las últimas locomotoras de vapor que se construyeron fueron una 0-6-0T convencional en 1958 y una locomotora "sin fuego" de seis ruedas acopladas en 1959. La factoría de Forth Street se cerró en 1960. Darlington Works, continuando con las locomotoras diésel y eléctricas, se convirtió en English Electric Company Darlington Works en 1962. 
El Trust Robert Stephenson ha restaurado el edificio de oficinas y un taller de Forth Street Works de Stephenson, en South St Newcastle upon Tyne. El Trust perdió su contrato de arrendamiento de estos edificios en febrero de 2009, tras la compra de toda la superficie de la factoría de locomotoras Robert Stephenson & Co y Hawthorn Leslie para su reurbanización como el "Barrio Stephenson". El bloque restaurado y varios otros edificios están protegidos Edificios Catalogados, pero el acceso futuro del público es incierto. 

## Reurbanización
Comenzando en 2013, el solar de la factoría de Robert Stephenson y Hawthorn empezó a ser reconstruido como Stephenson Quarter. El propietario al frente de esta operación fue inicialmente Silverlink Developers. Como parte de su compromiso con el patrimonio de la zona, han sido anfitriones de una apertura mensual de los edificios de South Street que albergan un festival de música, con comida y bebida, calificado como Boiler Shop Steamer.
El concejal Nick Forbes, líder del Ayuntamiento de Newcastle, visitó las obras el 8 de abril de 2014 para dar el sello de aprobación de la ciudad al proyecto. En el mismo mes, el promotor Silverlink pasó a llamarse Clouston Group.

## Lecturas relaciomadas
- Bradley, D. L. (1960). The Locomotives of the London Chatham and Dover Railway. The Railway Correspondence and Travel Society.
- Clothier, Alan (2006). Robert Stephenson Abroad Egypt 1847-1859. Newcastle Upon Tyne: Rocket Press.
- Hughes, Hugh (1979). Steam Locomotives in India: Part 3 – Broad Gauge. Harrow, Middlesex: The Continental Railway Circle. ISBN 0-9503469-4-2.
- Lowe, J. W. (1989). British Steam Locomotive Builders. Guild Publishing.
- Warren, J.G.H. (2014) A Century of Locomotive Building by Robert Stephenson & Co 1823/1923. Newton Abbot : David & Charles. Originally published 1923.
- John Bull, History Wired - Smithsonian Institution

## Mapas de ubicación
- 54°32′35″N 1°32′11″O / 54.54315, -1.53641, Robert Stephenson locomotive works, Darlington
- 54°58′02″N 1°36′55″O / 54.96715, -1.615241, Robert Stephenson & Co., South Street, Forth Bank, Newcastle works

- Datos: Q2814117
- Multimedia: Robert Stephenson & Co / Q2814117